# Zawidcze
Zawidcze (ukr. Завидче) – wieś na Ukrainie. Należy do rejonu radziechowskiego w obwodzie lwowskim i liczy 396 mieszkańców.
W II Rzeczypospolitej do 1934 roku wieś stanowiła samodzielną gminę jednostkową w powiecie radziechowskim w woj. tarnopolskim. W związku z reformą scaleniową została 1 sierpnia 1934 roku włączona do nowo utworzonej wiejskiej gminy zbiorowej Szczurowice w tymże powiecie i województwie. Po wojnie wieś weszła w struktury administracyjne Związku Radzieckiego.